# Иглино (Вологодская область)
Иглино — деревня в Белозерском районе Вологодской области.
Входит в состав Антушевского сельского поселения (с 1 января 2006 года по 9 апреля 2009 года входила в Бечевинское сельское поселение), с точки зрения административно-территориального деления — в Бечевинский сельсовет.
Расстояние до районного центра Белозерска по автодороге — 39 км, до центра муниципального образования села Антушево по прямой — 20 км. Ближайшие населённые пункты — Амосово, Бечевинка, Савино, Томашино.
Население по данным переписи 2002 года — 6 человек.